# Xodus
l'Xodus: The New Testament è il secondo album del gruppo hip hop statunitense X Clan, pubblicato il 19 maggio del 1992. L'album è commercializzato da Polydor Records per i mercati di Stati Uniti, Canada, Germania ed Europa.
| Recensione | Giudizio |
| ---------- | -------- |
| AllMusic   | [ 1 ]    |

## Tracce
Testi e musiche degli X Clan.
1. Foreplay – 4:06
2. Cosmic Ark – 5:33
3. A.D.A.M. – 4:43
4. Xodus – 4:23
5. F.T.P. – 4:14
6. Fire & Earth (100% Natural) – 6:23
7. Holy Rum Swig – 5:09
8. Ooh Baby – 4:48
9. Rhythem Of God – 3:43
10. Verbal Papp – 4:30
11. Funk Liberation – 4:35

Durata totale: 52:07

## Classifiche

### Classifiche settimanali
| Classifica (1992)         | Posizione massima |
| ------------------------- | ----------------- |
| Stati Uniti               | 31                |
| US Top R&B/Hip-Hop Albums | 11                |